# Fibre chromosomique
 (août 2011).
Si vous disposez d'ouvrages ou d'articles de référence ou si vous connaissez des sites web de qualité traitant du thème abordé ici, merci de compléter l'article en donnant les références utiles à sa vérifiabilité et en les liant à la section « Notes et références ».
La fibre chromosomique, appelée aussi fibre de 30 nm est une structure hélicoïdale que l'on rencontre dans la chromatine interphasique et les chromosomes mitotiques. 
L'observation par microscopie électronique des fibres de chromatine de noyau interphasique et de chromosomes mitotiques a révélé des fibres épaisses d'un diamètre variant de 20 à 30 nm.
La fibre de 30nm est une structure qui ressemble à un solénoïde avec 6 nucléosomes par tour. La stabilité de cette structure est assurée par une cinquième histone H1.
L'ADN est ainsi enroulée et compactée grâce à un octamère d'histone, comportant deux dimères H2A - H2B et un tétramère H3 - H4. 